# Petr Čtvrtníček
Petr Čtvrtníček (* 5. dubna 1964 Praha) je český divadelní i filmový herec, komik a spolutvůrce scénářů. Také se zabývá reklamní režií a hraním v reklamách a hudebních klipech.
Narodil se v rodině tesaře a učitelky jako první ze dvou dětí. Mládí prožil v Řeži. Vystudoval střední uměleckoprůmyslovou školu, později vystřídal řadu zaměstnání. Dlouhá léta vystupoval s divadlem Vrata. V současné době má stálé angažmá v Divadle Na zábradlí.
Je ženatý a má dceru Annu, která je rovněž herečkou. Je majitelem několika jachet.

## Kariéra a dílo
Ztvárnil řadu většinou vedlejších postav v divadelních hrách i desítkách filmů. Především je ale znám jako jeden ze spolutvůrců televizního recesisticko-satirického pořadu Česká soda, který vytvářel spolu s Davidem Vávrou, Milanem Šteindlerem a zpočátku i s Ferem Feničem.

### Ivánku, kamaráde, můžeš mluvit?
V roce 2005 vytvořil spolu s Jiřím Lábusem divadelní hru Ivánku, kamaráde, můžeš mluvit?, vycházející z policejních odposlechů úplatných fotbalových činovníků.

### Reklamní tvorba a účast
V roce 2006 se stal tváří reklamy společnosti Vodafone, přičemž tato reklama měla parodovat tradiční Vánoce. V reklamách se objevují norské vzory na oblečení, čivavy jako falešní sobi, plné pytle SMS a podobné narážky. Na tuto reklamu vzniklo několik parodií.

### Televizní tvorba
Pracoval na pořadech společnosti Febio Fera Feniče, jako například Česká soda, kterou provázel mezi lety 1993 a 1997. V roce 2006 začal moderovat pořad ČT Kinobox, ve kterém použil roli reportéra, která jej provází už od dob České sody.

### Mírový sbor a Koncert pro Žaluda
Petr Čtvrtníček byl členem hudební recesistické skupiny Mírový sbor z Uherského Hradiště, s nimiž vydal CD Hoši děkujem! (Polygram, 1997). Skupina natočila videoklip k písni Citronová holka a několik televizních pořadů. Jako reakci na označení pánů Žaludy, Nováka a Slamečky za homosexuály vedoucím odborářů Jaromírem Duškem, s hudební skupinou Buzerant (vystupující v divadelním představení Blanche a Marie) uspořádal Koncert pro Žaluda.

### Rozhlasová tvorba
V roce 2018 obdržel první místo v soutěži Audiokniha roku udělovanou Asociací vydavatelů audioknih v kategorii Nejlepší interpret za četbu románu Jáchyma Topola Citlivý člověk a současně první místo obsadil i v kategorii Nejlepší audiokniha - jednohlasá četba za interpretaci románu Jaroslava Rudiše Český ráj.

## Filmografie
- 1983 – Kluk za dvě pětky – Bouška
- 1990 – Kouř – Ondra
- 1993 – Nexus – místošéf
- 1995 – Fany
- 1995 – Už – mladý Rus
- 1998 – Česká soda – reportér a další role, spoluautor scénáře
- 1998 – Pasti, pasti, pastičky – policista
- 1999 – Eliška má ráda divočinu – Asistent DR
- 1999 – Šest statečných – Tomík
- 2000 – Cesta z města – rybář
- 2002 – Z města cesta
- 2003 – Čert ví proč – čert s křídly
- 2003 – Mazaný Filip – gangster Jussepe
- 2005 – Skřítek – policista
- 2005 – Doblba! – Robert Muk
- 2006 – Experti – prof. Smrtka
- 2006 – Rafťáci – plavčík
- 2006 – Obsluhoval jsem anglického krále – továrník
- 2007 – Poslední plavky
- 2007 – Kolotoč
- 2007 – Chyťte doktora
- 2007 – Gynekologie 2 (seriál na Stream.cz)
- 2008 – Nestyda
- 2009 – František je děvkař
- 2009 – Profesionálové (TV seriál)
- 2009 – Alles Gute (video film)
- 2010 – Škola princů (TV film)
- 2010 – Kuky se vrací
- 2011 – Sráči (TV film)
- 2011 – Czech Made Man
- 2012 – Ententýky (TV seriál)
- 2014 – Vejška
- 2015 – Přístav (TV seriál) - Radim Pátek
- 2015 – Nenasytná Tiffany – Adam
- 2016 – Instalatér z Tuchlovic
- 2016 – Autobazar Monte Karlo (Stream.cz)
- 2016 – Anděl Páně 2 – sv. Petr
- 2018 – Světlu vstříc
- 2018 – Krejzovi (TV seriál)
- 2023 - Jedna rodina (TV seriál) - MUDr. Igor Mrak